# Allégorie de la Vertu et du Vice
Allégorie de la Vertu et du Vice ou Le choix entre la Vertu et le Vice ou encore Le choix d'Hercule est une peinture de Paul Véronèse, réalisée vers 1565 à Venise, en Italie. Elle est conservée dans la Frick Collection de New York. Il s'agit d'une peinture allégorique à grande échelle représentant la lutte d'Hercule entre la Vertu et le Vice, personnifiées ici par les figures des deux femmes le tirant physiquement dans des directions différentes.

## Sujet
Ici, la Vertu semble gagner la lutte contre Hercule, mais le Vice a déchiré le bas d'Hercule et tend toujours la main vers lui. Derrière sa jupe se cache un poignard et une statue de sphinge. Sur le fronton en pierre au-dessus de la scène, une inscription indique « [HO]NOR ET VIRTUS/[P]OST MORTE FLORET » (« Honneur et Vertu s'épanouissent après la mort »). En tant qu'allégorie, l'objectif de ce tableau est de véhiculer un message moral, celui de la supériorité de la vertu sur le vice.
Le thème du choix d'Hercule entre le Vice et la Vertu s'est développé dans la peinture à partir de la Renaissance. Il traduit visuellement le choix moral connu dans la tradition philosophique depuis l'apologue de Prodicos.
Le genre de l'allégorie contraste avec les tableaux bien connus de Véronèse de scènes historiques et bibliques, comme les Noces de Cana ainsi qu'avec les œuvres moins formelles d'autres peintres vénitiens de la Renaissance comme Giorgione ou Titien. Cette œuvre, ainsi que Allégorie de la Sagesse et de la Force, également conservée à la Frick Collection, est considérée comme la première de Véronèse dans ce style. Ces deux toiles sont également considérées par les érudits comme ses premières à traverser les Alpes.

## Provenance
Le Choix entre Vertu et Vice et Sagesse et Force ont voyagé ensemble depuis leur création, à travers de nombreux propriétaires et collections prestigieux. Pour cette raison, de nombreux érudits ont supposé que Véronèse les avait peints comme une paire. En 1970, Edgar Munhall a été le premier érudit à suggérer qu'ils étaient simplement réalisés en même temps, et non comme des pendents. Les travaux entrepris par des chercheurs du Metropolitan Museum of Art dans les années 2000 ont confirmé que les deux avaient été réalisés individuellement.
Dès sa création à Venise, ce tableau a voyagé entre les mains de l'empereur Rodolphe II du Saint Empire romain germanique, de la reine Christine de Suède, de la famille Odesalchi, de la célèbre collection de la maison d'Orléans de Philippe II, duc d'Orléans, puis entre les mains de divers Anglais et marchands d'art avant d'arriver à son lieu actuel dans la Frick Collection.